# Партия социального кредита Соломоновых Островов
Партия социального кредита Соломоновых Островов (англ. Solomon Islands Social Credit Party) — политическая партия Соломоновых Островов, делающая ставку на теорию социального кредита денежной реформы. Её лидером является действующий премьер-министр Манассе Согаваре, ранее возглавлявший Народную прогрессивную партию.

## История
Партия была основана в июле 2005 года.
Является членом четырёхпартийной коалиции «Альянс Соломоновых Островов за перемены», в которую входят Национальная партия, Либеральная партия Соломоновых Островов, и Партия Соломоновых Островов за развитие сельских районов, а также группы независимых представителей из остров Хониара, Малаита и Гуадалканал.
Партия ведёт своё происхождение от новозеландской Партии социального кредита и одного из её лидеров Брюса Битэма, который принимал у себя дома студента Соломоновых Островов. Этот студент, Соломон Мамалони, позже несколько раз был премьер-министром Соломоновых Островов.
Впервые Партия социального кредита Соломоновых Островов участвовала в общенациональных выборах 5 апреля 2006 года в 29 округах, получив 4,3 % голосов и 2 места.

## Взгляды
Партия выступает против иностранного контроля над экономикой и выступает за полную денежно-кредитную и финансовую реформу в соответствии с концепцией социального кредитования. Она считает, что проблему бедности на островах можно решить только с помощью денежно-кредитной реформы социального кредита.